# Pik Konstituzija
Der Pik Konstituzija (kirgisisch Пик Конституция, „Gipfel der Verfassung“) ist ein Berg im Tian Shan im Oblus Yssyk-Köl im Osten von Kirgisistan.
Der 5281 m hohe vergletscherte Berg bildet die höchste Erhebung im Kuiljutau-Gebirge. Der Berg befindet sich im Südosten der Gebirgsgruppe.
Der Berg wurde im Jahr 1936 von einer Expedition von August Andrejewitsch Letawet erkundet. Im Folgejahr wurde der Berg von I. Tscherepow erstbestiegen. Der Berg hieß ursprünglich Pik Stalinskoi Konstituzii („Gipfel der Stalin-Verfassung“). In den 1970/1980er Jahren erhielt der Berg die Bezeichnung Pik Sowetskaja Konstituzija („Gipfel der sowjetischen Verfassung“).